# 所沢市立所沢小学校
所沢市立所沢小学校(ところざわしりつ ところざわしょうがっこう)は、所沢市元町に存在する公立小学校。

## 沿革
- 1873年 (明治06年) 所沢学校創立
- 1876年 (明治09年) 校舎を新築
- 1887年 (昭和20年) 高等小学校を設置
- 1912年 (大正元年) 校旗を制定
- 1941年 (昭和16年) 学校令改正により所沢国民学校となる
- 1941年 (昭和16年) 町村合併により所沢町国民学校となる
- 1946年 (昭和22年) 学制改革により所沢町立所沢小学校となる
- 1947年 (昭和23年) 給食開始
- 1949年 (昭和25年) 市制施行により所沢市立所沢小学校となる
- 1951年 (昭和27年) 完全給食を開始
- 1952年 (昭和28年) 図書室を設置
- 1954年 (昭和30年) 特殊学級(ひかり学級)を設置
- 1955年 (昭和31年) 校歌を制定
- 1962年 (昭和36年) プールを新設
- 1967年 (昭和42年) 当校学区の一部を所沢市立明峰小学校へと分離[* 1] [1]
- 1972年 (昭和46年) 聴覚学級を設置
- 1974年 (昭和48年) 屋内運動場を設置
- 1977年 (昭和51年) 築山を設置
- 1989年 (平成元年) 低学年図書館を設置
- 1989年 (平成元年) 郷土資料室を設置
- 1996年 (平成08年) コンピュータ室を設置
- 2003年 (平成15年) ビオトープを設置

## 教育目標
温かい心を自ら育み、より賢く,より逞しくあろうとする児童の育成 

## 校歌
所沢小学校校歌 作:神保光太郎

## 通学区域
- 所沢市 [3]
  - 西所沢1丁目
  - 金山町 全域
  - 元町 全域
  - 寿町 全域
  - 東町 全域
  - 御幸町1 - 10番
  - 旭町 全域
  - 日吉町 全域
  - 星の宮 全域
  - くすのき台1丁目(除12 - 13番地)
  - くすのき台2丁目1 - 13番地
  - くすのき台3丁目4 - 7番地

## 交通アクセス
西武池袋線/西武新宿線 所沢駅より8分

## 進学先中学校
所沢市立所沢中学校

## 著名な出身者
- 吉田あゆみ（バレーボール選手：NECレッドロケッツ）